# Sainte-Marguerite (Komen)
Sainte-Marguerite (Nederlands: Sint-Margareta) is een gehucht in de Franse gemeente Komen, in het Noorderdepartement. Het gehucht ligt landelijk iets ten zuiden van het stadscentrum van Komen en heeft een eigen kerk; de Sint-Margaretakerk.
Het gehucht is genoemd naar een kapel die er vroeger stond. De kapel werd vernield tijdens de godsdienstoorlogen in de 16de eeuw. Ze werd later herbouwd, maar in 1792, nu door de Franse revolutionairen, opnieuw verwoest en in 1794 afgebroken. Tussen 1790 en 1794 was de plaats zelfstandig. De bouw van een eigen kerk begon in 1858 en in 1864 werd Sainte-Marguerite een zelfstandige parochie. Later werd ze met die van Komen en Wervicq-Sud in een parochie ondergebracht.

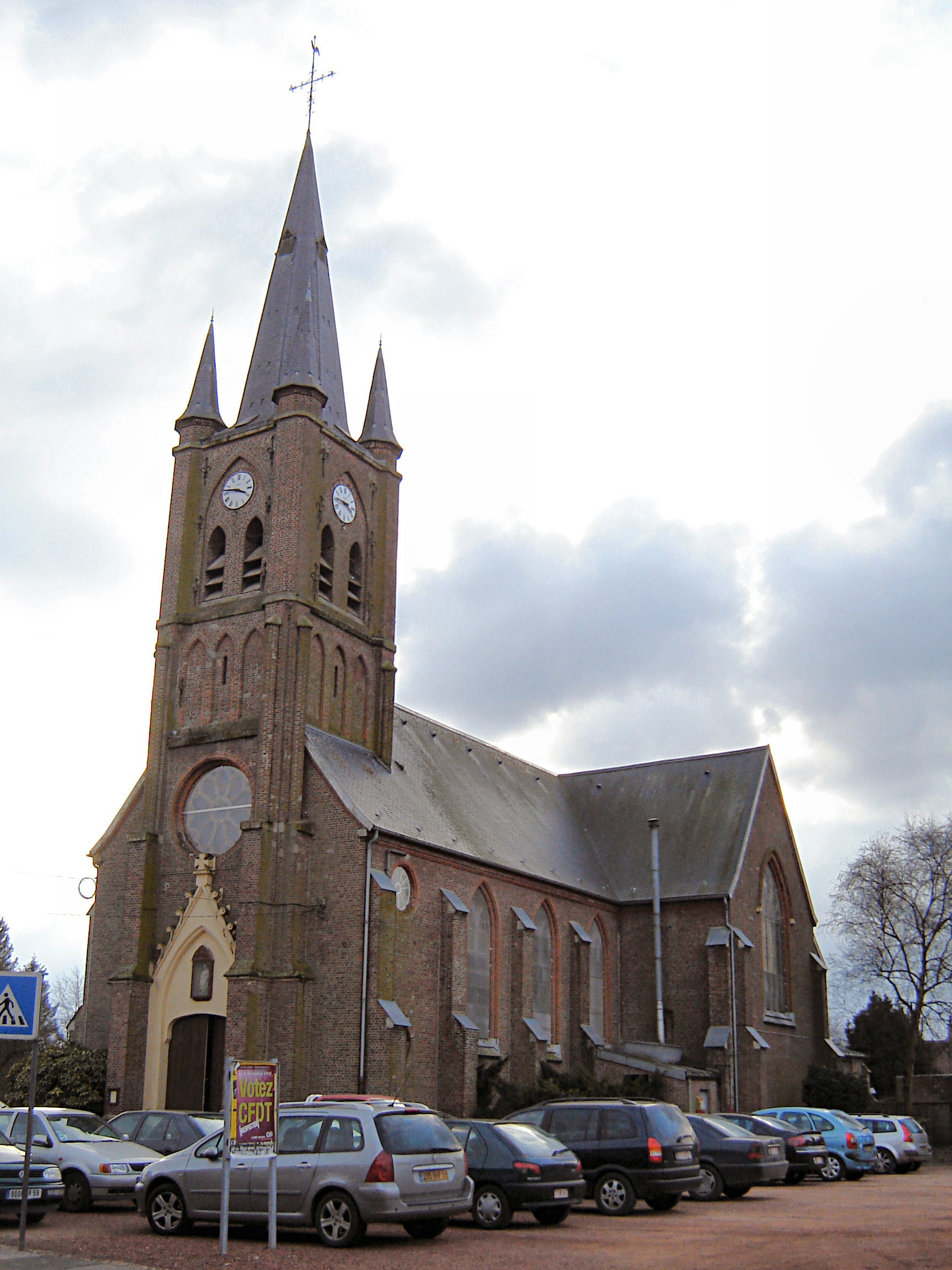
De Eglise Sainte-Marguerite